# روبرتو نيكولاس فرنانديز
روبرتو نيكولاس فرنانديز (بالإسبانية: Roberto Nicolás Fernández)‏ هو لاعب كرة قدم أوروغواياني، ولد في 2 مارس 1998 في مونتفيدو في الأوروغواي. شارك مع منتخب الأوروغواي تحت 17 سنة لكرة القدم. أما مع النوادي، فقد لعب مع سنترو أتلتيكو فينكس ‏.

## وصلات خارجية
- روبرتو نيكولاس فرنانديز على موقع قاعدة بيانات كرة القدم.إي يو (الإنجليزية)
- روبرتو نيكولاس فرنانديز على موقع Soccerway.com (الإنجليزية)
- روبرتو نيكولاس فرنانديز على موقع AS.com (الإسبانية)